# Svenska Akademien (musikgrupp)
Svenska Akademien är en svensk reggae-/hiphop-/raggagrupp, bildad 1999 i Landskrona och upplöst 2009, men tillkännagav i februari 2013 att de tänkte släppa nytt material och genomföra spelningar under 2013.

## Historia
Svenska Akademien bildades 1999 av Sture Allén d.y (Carl-Martin Vikingsson) (artistnamnet är en parafras på Svenska Akademiens Sture Allén), Risto (Kristoffer Hellman) och Don Cho (Simon Vikokel). Snart kom även General Knas (Ivan Olausson) med i gruppen. Innan albumet Med anledning av släpptes, 2002, lämnade Risto bandet. Gruppen har sina rötter i Landskrona, något som återspeglas mycket i deras tidiga låtar såsom Snapphaneklanen och Sluta stamma.
Leia Gärtner, även känd som Titti Tång, bjöd in Svenska Akademien till att gästspela på ett demogig hon gjorde på en karneval i en förort till Stockholm, juni 2001. Ett halvår senare blev hon inbjuden att gästa på Med anledning av_. När det var dags att turnera frågade de om Leia och hennes beatmaker Patrik Nord ville vara med.
På Swedish Hip Hop Awards 2002 vann Akademien pris för bästa mp3-släpp med låten Evig envig (senare kallad Den elfte). Låten är även med på Med anledning av och på samlingsskivan Framåt! - För Palestinas befrielse. Under sommaren 2003 turnerade Svenska Akademien i olika kombinationer av medlemmar. Till hösten hade de en fastare uppsättning, och det var dessa som skulle spela in albumet Tändstickor för mörkrädda som släpptes på reggaeskivbolaget SwingKids, vilket gett ut gruppens skivor sedan dess. Svenska Akademien, som har positiva erfarenheter av nerladdningar av musik på internet, släppte även två gratis singlar och två gratis musikvideor på sajten.
Svenska Akademien har på sina skivor gästats av bland andra Promoe och Storsien.
Den 22 oktober 2006 meddelade Leia Gärtner via gruppens webbforum att hon slutar i Svenska Akademien för att prioritera andra saker i livet. Hon återkom emellertid på en spelning i Malmö under Malmöfestivalen 2008.
Den 23 maj 2007 släpptes ett fjärde album med Svenska Akademien, Gör det ändå!. Under den efterföljande turnen agerade den Kapten Röd & majorerna förband. Han hade då precis släppt debutalbumet Stjärnorna finns här.
September 2009 meddelade gruppen via sin hemsida att de lägger av, men utlovar framtida soloprojekt.
Fyra år senare, 2013, återförenades bandet, släppte ny musik och gav sig ut på en turné under våren och sommaren.
Under hösten 2023 uppmärksammar bandet 20-årsjubileet av låten Snapphaneklanen genom att Sture gästspelar under General knas turne Legalideng-tour.

## Andra projekt
Under 2006 startade General Knas och Sture Allén d.y. egna soloprojekt vid sidan av Akademien. GeneralKnas gick under sitt eget namn och släppte albumet Äntligen har rika människor fått det bättre medan Stures band numera kallar sig för Stures Dansorkester då Sture Allén hört av sig och bett dem ändra det ursprungliga namnet, Sture Alléns Dansorkester. Stures Dansorkester har släppt albumet Långsamt Gift i Bestens Buk. Johan "Räven" Kammargården har förutom den hemmagjorda EP:n Sensommarreggae 2008 släppt sin debut Låtar som precis som jag inte riktigt passar in via egna skivbolaget BetraktarenMusik
Bengt Andersson Film har producerat kortfilmen Sture (2007), ett personporträtt av Sture Allén d.y. Det har även producerats en dokumentärfilm om Svenska Akademien, den går under titeln "...om sakernas tillstånd" och hade premiär under Göteborg Filmfestival 2008. Det är regissörerna Bengt Andersson, Tomas Olsson och fotografen Thomas H Johnsson som står bakom filmen. Han har tidigare fotograferat till skivorna "Äntligen har rika människor fått det bättre", "Långsamt gift i bestens buk" och "Tändstickor för mörkrädda".
Flera av medlemmarna i bandet figurerade i musikdokumentären Styr den opp! om Peps Persson.

## Nuvarande medlemmar
Acke, Ahmed Ali
- Kenneth Björklund  – trummor
- Johan "Räven" Kammargården – klaviatur, sång
- Ivan "General Knas" Olausson-Klatil – sång
- Carl-Martin "Sture Allén d.y" Vikingsson – sång
- Lars "Lars på bas" Thörnblom – basgitarr
- Linus Kallin – klaviatur
- Simon "Don Cho" Vikokel – gitarr, sång

## Diskografi

### Album
- 2001 – Snapphaneklanen (EP)
- 2002 – Med anledning av
- 2004 – Tändstickor för mörkrädda
- 2005 – Resa sig opp
- 2005 – Upphovsmännen till den skånska raggan (Samling)
- 2007 – Gör det ändå!
- 2020 – En kväll på mejeriet 2007 (Live)
- 2025 – Resa dig igen

### Singlar
- 2001 – "Snapphaneklanen"
- 2002 – "Rötter"
- 2004 – "Psalm för mörkrädda"
- 2005 – "Du vill så du kan"
- 2007 – "Vakna"
- 2013 – "Fortfarande jag"
- 2021 - ”Glider ifrån varann”
- 2025 - "Resa dig igen"
- 2025 - "Två steg fram"

### Medverkan
- 2002 - Framåt! - För Palestinas befrielse

## Filmografi
- 2007 – Sture
- 2008 – ... om sakernas tillstånd